# Péter Pallag
Péter Pallag (* 22. Mai 1990 in Nagyatád) ist ein ungarischer Handballtorwart.
Der 1,98 m große und 98 kg schwere Rechtshänder begann seine Profikarriere 2006 beim ungarischen Zweitligisten Csurgói KK. In der Saison 2007/08 gelang ihm der Aufstieg in die NB 1. 2012/13 wurde er Dritter hinter MKB-MVM Veszprém und Pick Szeged und erreichte außerdem das Halbfinale im ungarischen Pokal. Im folgenden Jahr nahm er erstmals am Europapokal teil und erreichte im EHF Europa Pokal 2013/14 die Gruppenphase. Pallag lief in der Saison 2018/19 für Dabas KK auf, kehrte anschließend nach Csurgó zurück und steht seit 2021 wieder bei Dabas unter Vertrag.
Für die ungarische Männer-Handballnationalmannschaft bestritt Péter Pallag bisher fünf Länderspiele. Er stand im erweiterten Kader für die Europameisterschaft 2014, wurde jedoch nicht in das endgültige Aufgebot berufen.